# アンダーアーマー

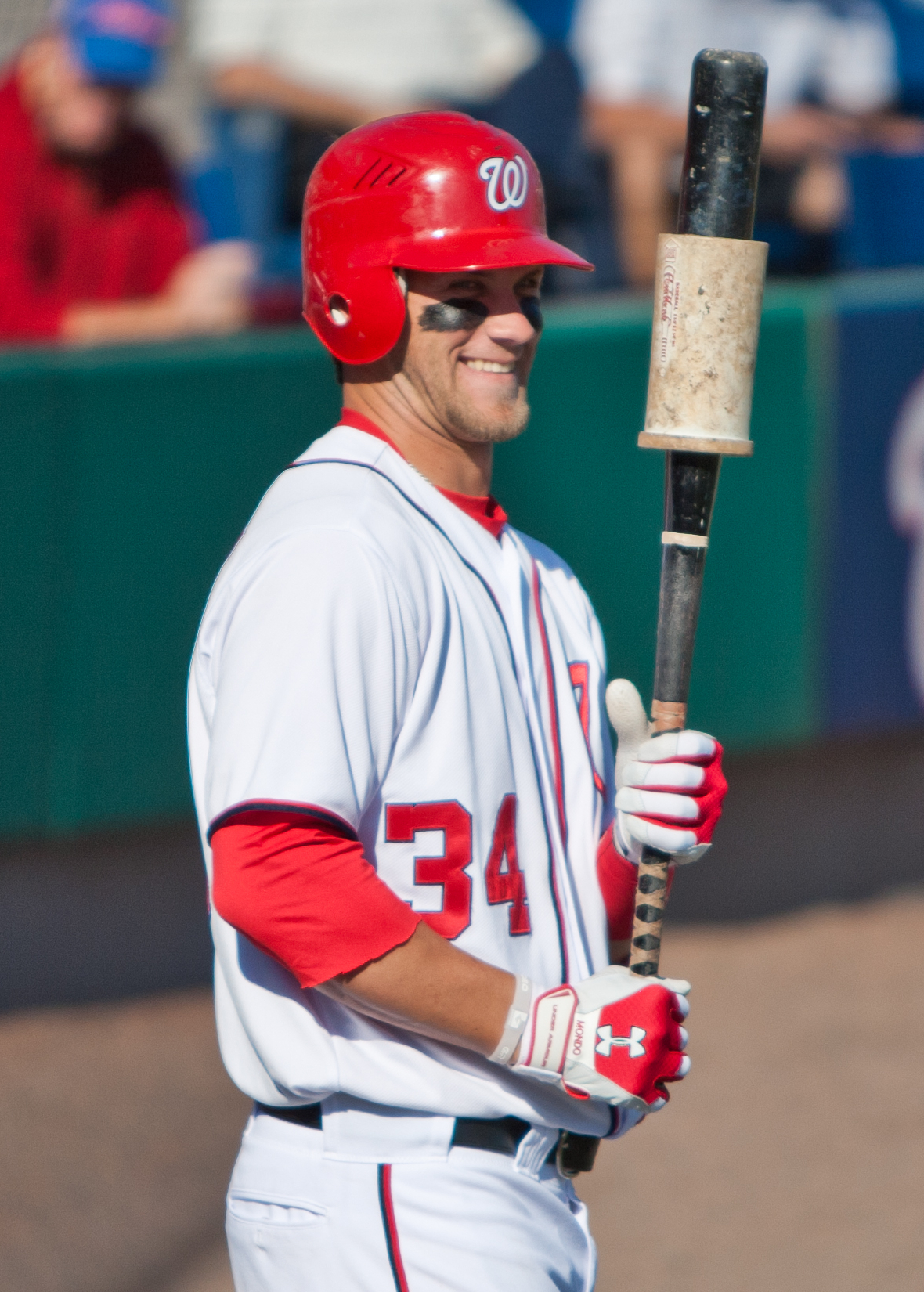
アンダーアーマー契約選手のブライス・ハーパー

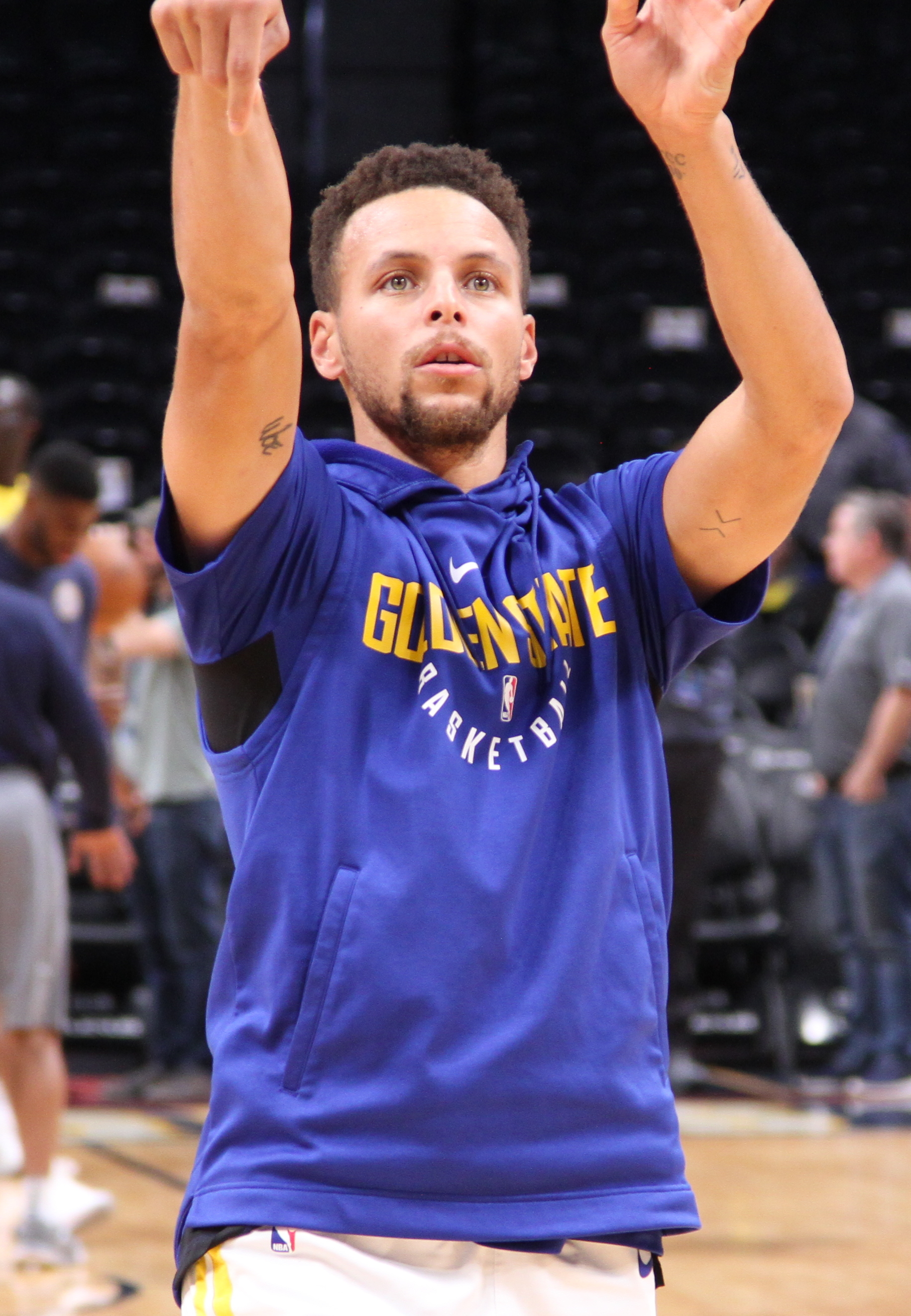
アンダーアーマー契約選手のステフィン・カリー

アンダーアーマー（Under Armour, Inc.）は、アメリカ合衆国メリーランド州ボルチモアに本社を置くスポーツ用品メーカー。創業者はメリーランド大学のアメリカンフットボール選手であったケビン・プランク。

## 概説
アンダーアーマーブランドでコンプレッションウェアの製造・販売を行っている。
ブランド名は、「セカンドスキン（第二の皮膚）」のように身体に密着するという特徴的なウェアを、ユニフォームの下 (＝Under)に着用する「アスリートが戦うための鎧 (よろい＝Armour)」としたことに由来する。
創業者 ケビン・プランクはボルチモアのオフィスに「攻撃」「完璧を持つより前進」「目的意識を持つ」「低迷から抜け出して何とかする」という理念を掲げている。
1996年、メリーランド大学のアメリカンフットボール選手であったケビン・プランクが、自らのアスリートとしての経験をもとにコットンTシャツに代る機能的なウェアを開発したいと考え、祖母の家の地下室で商品を開発、設立から10年余りで全米でも指折りの総合スポーツ用品ブランドに成長した。
日本では、株式会社ドームが総代理店となっている。

### NBAライセンス選手
- ケント・ベイズモア[3]
- ステフィン・カリー[4]

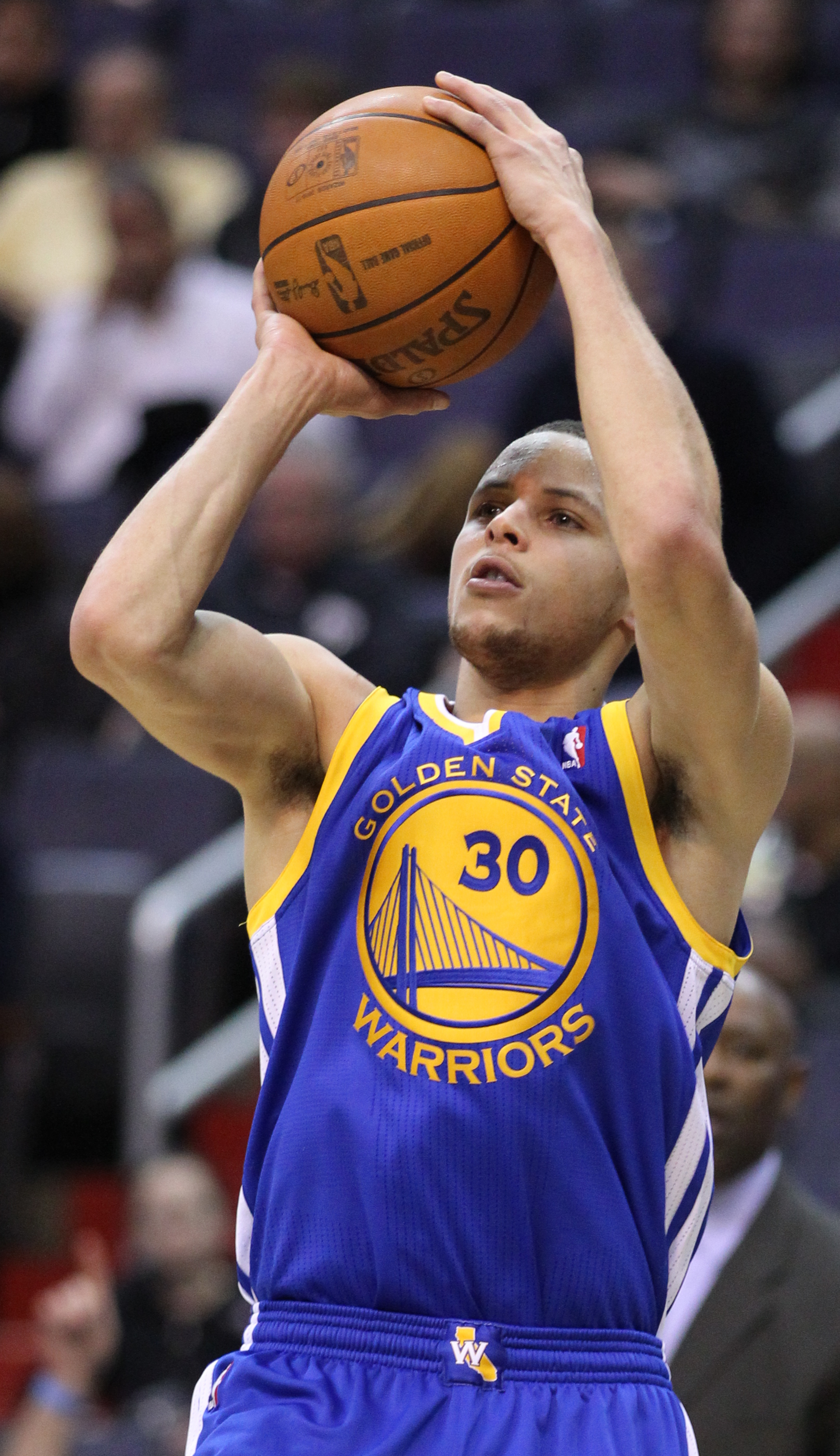
ステフィン・カリー

- レイモンド・フェルトン[5]
- ブランドン・ジェニングス[6]
- エマニュエル・ムディエイ[7]
- パティ・ミルズ[8]
- グレイヴィス・ヴァスケス[9]